# باغ دریایی وارنا

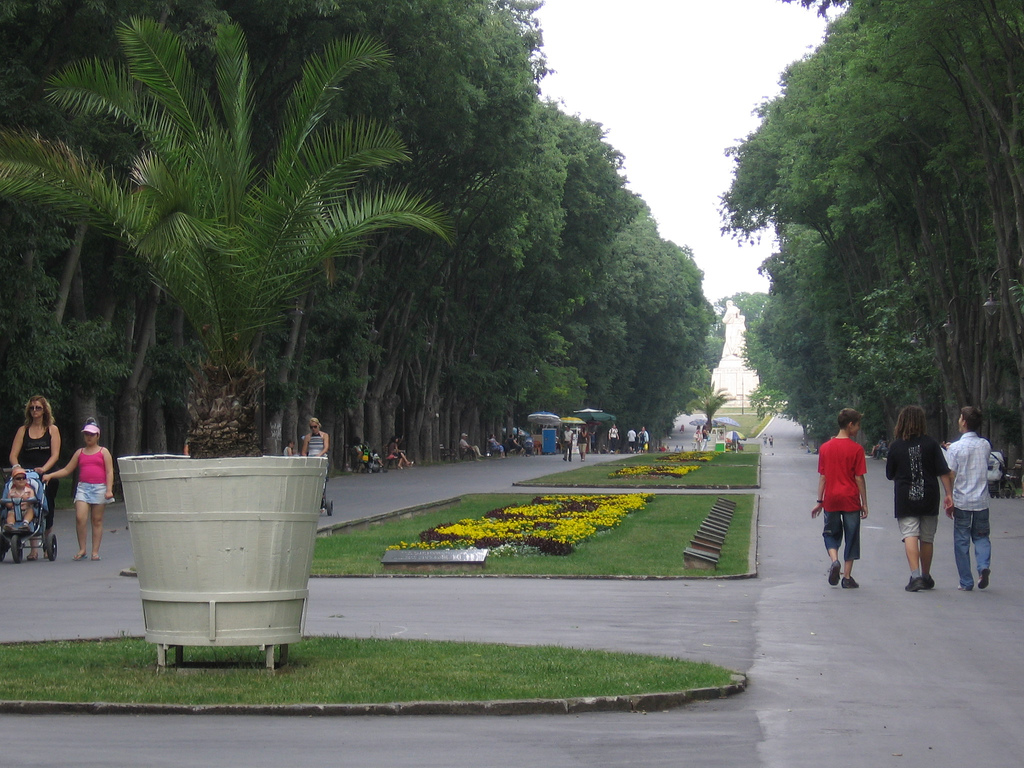
باغ دریایی وارنا

باغ دریایی (به بلغاری: Морска градина) در شهر بندری وارنا، بلغارستان قدیمی‌ترین، بزرگترین و بهترین پارک عمومی شناخته شده است و گفته می‌شود بزرگترین چشم انداز در شهرهای واقع در دریای سیاه و مهم‌ترین جاذبه گردشگری و بنای تاریخی ملی از نظر معماری منظر است.

## تاریخچه
بخشی که در آن امروز باغ دریایی واقع شده است تا اواسط قرن نوزدهم یک میدان خارج از دیوار تدافعی بود. در سال ۱۸۶۲ یک باغ کوچک بر اساس دستور شهردار امپراتوری عثمانی شهر به وجود آمد. پس از آزادی بلغارستان در سال ۱۸۷۸ میلادی شهردار میهال کولونی پیشنهاد داد که یک باغ شهری و یک پارک ساحلی در سال ۱۸۸۱ به وجود آید و با وجود سوء ظن مبلغ کوچکی به او داده شد. در نتیجه باغ دریایی به ۲۶٬۰۰۰ مترمربع گسترش یافت و به ترتیب با توجه به طرح مهندس مارتینیس فرانسوی توسعه یافت.

فردی که در ابتدا به نظر می‌رسید که برای ظاهر مدرن باغ به کار گرفته شده باغبان چچن آنتون نواک اهل چک است که در کاخ شون‌برون و بلودر وین در وین، اتریش-مجارستان تخصص داشت. او در سال ۱۸۹۴ به درخواست شهرداری کارل شرکپیل به وارنا دعوت شد و در سال ۱۸۹۵ در سن ۳۵ سالگی به آنجا رسید. یکی از مشهورترین ساختمان‌های وارنا، آکواریوم وارنا در سال ۱۹۰۶ تا ۱۹۱۱ در باغ ساخته شد. 